# Antonio Romero (cantante)
Antonio Romero Márquez (Coria del Río, provincia de Sevilla, 21 de diciembre de 1981) es un cantante de pop español.

## Biografía profesional
En el año 2004, Valemusic contrató a este joven sevillano nacido en la localidad de Coria del Río (Sevilla), después de que éste presentara varias maquetas en diferentes compañías discográficas, y grabó su primer disco en solitario, titulado "La primera vez", publicado en octubre de 2004. El primer sencillo fue "Ansiedad", aunque es mucho más conocido por el nombre de "La Miradita", el joven sevillano cosechó un gran éxito con esta canción ya que fue número uno en las diferentes radio fórmulas de este país y por ser banda sonora del programa de televisión Gran Hermano 6 y Gran Hermano Vip participando todos los domingos durante el transcurso del programa "El Debate", cantando en directo junto a su banda de músicos. También fue número uno en las descargas de tonos a móviles, el videoclip de dicha canción se rodó curiosamente con Amaia Salamanca antes de que fuese conocida como ocurrió más adelante. El disco fue compuesto por el propio Antonio Romero, fue producido por Fidel Cordero y el propio Antonio, y grabado en el estudio (Cielo de Madrid) Madrid. En 2005 fue galardonado como mejor artista novel del año (2004). Todo esto le conllevó hacer una gira de más de 70 conciertos por todo el panorama nacional.
En el año 2006, Antonio Romero publicó su segundo trabajo discográfico, de nuevo bajo el sello Valemusic, el disco "Antonio Romero", un disco compuesto por él mismo, y que incluye el tema "No Debería" a dúo con Soraya Arnelas. El primer sencillo del disco fue el tema "Tus Ojitos", que cosechó un éxito muy moderado en las listas de ventas españolas[cita requerida]. El sencillo "Tus Ojitos" fue banda sonora de la famosa serie de televisión andaluza Arrayán durante un año aproximadamente, y contó con la participación del propio Antonio haciendo algunos cameos. El disco fue grabado en Milán (Italia) y fue producido por Bob Benozzo. La repercusión de este segundo trabajo le llevó al artista a realizar una gira de más de 40 conciertos recorriendo gran parte de la geografía española.
En el año 2008, Se lanza el tercer disco de Antonio Romero, que llevará por título Me compartiría. Además de ser también el primer sencillo del álbum; el álbum tiene un repertorio de 12 canciones más una pista adicional, que es una versión del primer sencillo cantada a dúo con Miguel Nández. Este tercer disco ha sido producido por David Villar, con coproducción del propio Antonio Romero, grabado en Andalucía, en Sevilla, con este álbum el artista estuvo nominado en los premios de la música como mejor álbum solista, el sencillo Me Compartiría fue número uno en descargas digitales además de volver a compartir la cabecera de la serie Arrayán y el reality Gran Hermano 11.
En el año 2012 presenta un nuevo concepto, Evolution, melodías grabadas en Milán. Con ello, Antonio se reinventa a sí mismo como ARM.

## Discografía

### Álbumes
- "La Primera Vez" Valemusic 2004
- "Antonio Romero" Valemusic 2006
- "Me Compartiría" Valemusic 2008
- "Evolution" "Deuvede Music"  2012
- "Armonía" "ANTONIO"  2015

### Sencillos
- "Ansiedad" 2004 La Primera Vez
- "Tus Ojitos" 2006 Antonio Romero
- "No Debería" 2006 Corazón de fuego/Antonio Romero
- "Te Echo Tanto De Menos" 2006 Antonio Romero
- "Me Compartiría" 2008 Me Compartiría